# Keravanjoki
Der Keravanjoki ist ein 60 km langer Fluss im Süden Finnlands. Er entspringt in der Gemeinde Hausjärvi, von wo aus er nach Süden durch Hyvinkää, Tuusula, Järvenpää, Kerava und Vantaa fließt, bevor er an der Stadtgrenze von Vantaa und Helsinki kurz vor dessen Mündung in den Vantaanjoki fließt. Die Größe seines Einzugsgebietes beträgt 395 km².